# Urvantsevit
Urvantsevit ist ein sehr selten vorkommendes Mineral aus der Mineralklasse der Sulfide und Sulfosalze. Es kristallisiert im tetragonalen Kristallsystem mit der chemischen Zusammensetzung Pd(Bi,Pb)2 und bildet unregelmäßig geformte, polymineralische, bis zu 4 mm große Verwachsungen von grauweißer Farbe.

## Etymologie und Geschichte
Das Mineral wurde 1976 von N.S. Rudaschewski, W.N. Makarow, E.M. Mededewa, W.W. Ballakh, J.I. Permjakow, G.A. Mitenkow, A.M. Karpenkow, I.A. Budko, und N.N. Schischkin, in seiner Typlokalität, der Majak-Mine in der Nähe von Norilsk in Russland entdeckt. Es ist nach Nikolai Nikolajewitsch Urwanzew (1893–1985) benannt, der einer der Entdecker der Erzvorkommen von Norilsk war.

## Klassifikation
In der veralteten 8. Auflage der Mineralsystematik nach Strunz war der Urvantsevit noch nicht aufgeführt.
In der zuletzt 2018 überarbeiteten Lapis-Systematik nach Stefan Weiß, die formal auf der alten Systematik von Karl Hugo Strunz in der 8. Auflage basiert, erhielt das Mineral die System- und Mineralnummer II/D.21-020. Dies entspricht der Klasse der „Sulfide und Sulfosalze“ und dort der Abteilung „Sulfide mit dem Stoffmengenverhältnis Metall : S,Se,Te < 1 : 1“, wo Urvantsevit zusammen mit Borishanskiit und Froodit eine unbenannte Gruppe mit der Systemnummer II/D.21 bildet.
Die von der International Mineralogical Association (IMA) zuletzt 2009 aktualisierte 9. Auflage der Strunz’schen Mineralsystematik ordnet den Urvantsevit in die Klasse der „Sulfide und Sulfosalze (Sulfide, Selenide, Telluride, Arsenide, Antimonide, Bismutide, Sulfarsenide, Sulfantimonide, Sulfbismutide)“ und dort in die Abteilung „Metallsulfide mit M : S ≤ 1 : 2“ ein. Hier ist das Mineral in der Unterabteilung „M : S = 1 : 2, mit Fe, Co, Ni, PGE usw.“ zu finden, wo es als einziges Mitglied eine unbenannte Gruppe mit der Systemnummer 2.EB.30 bildet.
In der vorwiegend im englischen Sprachraum gebräuchlichen Systematik der Minerale nach Dana hat Urvantsevit die System- und Mineralnummer 02.12.15.02. Das entspricht der Klasse der „Sulfide und Sulfosalze“ und dort der Abteilung „Sulfidminerale“. Hier findet er sich innerhalb der Unterabteilung „Sulfide – einschließlich Seleniden und Telluriden – mit der Zusammensetzung AmBnXp, mit (m+n):p=1:2“ in einer unbenannten Gruppe mit der Systemnummer 02.12.15, in der auch Froodit und Verbeekit eingeordnet sind.

## Bildung und Fundorte
Urvantsevit bildet sich in sulfidischen Kupfer-Nickel-Erzen. Es ist vergesellschaftet mit Froodit, Sobolevskit, Paolovit, Cabriit, Silber, Hibbingit, Altait, Galenit, Pentlandit, Cubanit und Chalkopyrit.
Von dem sehr selten vorkommenden Mineral sind nur wenige Fundorte bekannt. Neben seiner Typlokalität fand man Urvantsevit bislang nur noch in Abberode im Harz (Deutschland). 

## Kristallstruktur
Urvantsevit kristallisiert im tetragonalen Kristallsystem in der Raumgruppe I4/mmm (Raumgruppen-Nr. 139) mit den Gitterparametern a = 3,3628 Å und c = 12,902 Å, sowie zwei Formeleinheiten pro Elementarzelle.